# Paris Saint-Germain Football Club 2025-2026
Questa voce raccoglie le informazioni riguardanti il Paris Saint-Germain Football Club nelle competizioni ufficiali della stagione 2025-2026.

## Stagione
Dopo la vittoria del triplete conseguita nella stagione precedente, il PSG si appresta a condurre la nuova campagna con gli allori della favorita. Quest'anno, inoltre, i parigini partecipano alla loro prima Supercoppa UEFA, in qualità di campioni della Champions League, sul neutro di Udine contro il Tottenham, trionfante in Europa League, e debuttano in Coppa Intercontinentale.

## Divise e sponsor
|  | Casa | Trasferta | Terza divisa |

## Organigramma societario
Dal sito internet ufficiale della società.
Area direttiva
- Presidente: Nasser Al-Khelaïfi
- Amministratore delegato e direttore generale: Victoriano Melero
- Direttore sportivo: Luís Campos
- Vice direttore sportivo: Angelo Castellazzi
- Coordinatore sportivo: Maxwell Scherrer
- Direttore del Centro di Formazione e Preformazione: Yohan Cabaye
- Direttore Tecnico del Centro di Formazione: Cyrille Carrière
- Direttore della comunicazione: Jean-Martial Ribes

Area tecnica
- Allenatore: Luis Enrique
- Allenatore in seconda: Rafel Pol
- Assistente allenatore: Miguel D'Agostino
- Preparatori dei portieri: Toni Jiménez, Gianluca Spinelli
- Preparatori atletici: Sebastiano Pochettino, Nicolas Mayer
- Analisti video: Antoine Guillotin, Vincent Brunet, Clément Gonin

Area performance
- Coordinatore del dipartimento performance: Gian Nicola Bisciotti
- Dipartimento performance: Denis Lefebve, Ricardo Rosa, Ben Michael Simpson, Maxime Coulerot, Cristoforo Filetti

Area medica
- Responsabile dell'area medica: Christophe Baudot
- Medico sociale: Quentin Vincent
- Coordinatore fisioterapisti: Cyril Praud
- Fisioterapisti: Frédéric Mankowski, Joffrey Martin, Gaël Pasquer, Rafael Martini, Dario Forte, Diego Mantovani
- Podologo: Gaëlle Scalia
- Assistente medico: Sandrine Jarzaguet

## Rosa
Dal sito internet ufficiale della società.
| N. |                          | Ruolo | Calciatore                       |
| -- | ------------------------ | ----- | -------------------------------- |
| 1  | Italia (bandiera)        | P     | Gianluigi Donnarumma             |
| 2  | Marocco (bandiera)       | D     | Achraf Hakimi                    |
| 3  | Francia (bandiera)       | D     | Presnel Kimpembe (vice capitano) |
| 4  | Brasile (bandiera)       | D     | Lucas Beraldo                    |
| 5  | Brasile (bandiera)       | D     | Marquinhos (capitano)            |
| 6  | Ucraina (bandiera)       | D     | Illja Zabarnyj                   |
| 7  | Georgia (bandiera)       | A     | Khvicha K'varatskhelia           |
| 8  | Spagna (bandiera)        | C     | Fabián Ruiz                      |
| 9  | Portogallo (bandiera)    | A     | Gonçalo Ramos                    |
| 10 | Francia (bandiera)       | A     | Ousmane Dembélé                  |
| 14 | Francia (bandiera)       | A     | Désiré Doué                      |
| 17 | Portogallo (bandiera)    | C     | Vitinha                          |
| 19 | Corea del Sud (bandiera) | C     | Lee Kang-in                      |
| 21 | Francia (bandiera)       | D     | Lucas Hernández                  |
| 24 | Francia (bandiera)       | C     | Senny Mayulu                     |

| N. |                       | Ruolo | Calciatore         |
| -- | --------------------- | ----- | ------------------ |
| 25 | Portogallo (bandiera) | D     | Nuno Mendes        |
| 29 | Francia (bandiera)    | A     | Bradley Barcola    |
| 30 | Francia (bandiera)    | P     | Lucas Chevalier    |
| 33 | Francia (bandiera)    | C     | Warren Zaïre-Emery |
| 39 | Russia (bandiera)     | P     | Matvej Safonov     |
| 43 | Francia (bandiera)    | D     | Noham Kamara       |
| 49 | Francia (bandiera)    | A     | Ibrahim Mbaye      |
| 51 | Ecuador (bandiera)    | D     | Willian Pacho      |
| 80 | Spagna (bandiera)     | P     | Arnau Tenas        |
| 87 | Portogallo (bandiera) | C     | João Neves         |
|    | Portogallo (bandiera) | C     | Renato Sanches     |
|    | Spagna (bandiera)     | C     | Carlos Soler       |
|    | Spagna (bandiera)     | A     | Marco Asensio      |
|    | Marocco (bandiera)    | A     | Ilyes Housni       |
|    | Francia (bandiera)    | A     | Randal Kolo Muani  |

## Calciomercato

### Sessione estiva(dal 16/06 al 01/09)
| Acquisti         | Acquisti          | Acquisti         | Acquisti                  |
| R.               | Nome              | da               | Modalità                  |
| ---------------- | ----------------- | ---------------- | ------------------------- |
| D                | Illja Zabarnyj    | Bournemouth      | definitivo (63 milioni €) |
| P                | Lucas Chevalier   | Lilla            | definitivo (40 milioni €) |
| D                | Nordi Mukiele     | Bayer Leverkusen | fine prestito             |
| D                | Milan Škriniar    | Fenerbahçe       | fine prestito             |
| C                | Renato Sanches    | Benfica          | fine prestito             |
| C                | Carlos Soler      | West Ham Utd     | fine prestito             |
| A                | Marco Asensio     | Aston Villa      | fine prestito             |
| A                | Randal Kolo Muani | Juventus         | fine prestito             |
| Altre operazioni |                   |                  |                           |
| P                | Lucas Lavallée    | Aubagne          | fine prestito             |
| P                | Renato Marin      |                  | svincolato                |
| A                | Ilyes Housni      | Le Havre         | fine prestito             |

| Cessioni         | Cessioni           | Cessioni    | Cessioni                         |
| R.               | Nome               | a           | Modalità                         |
| ---------------- | ------------------ | ----------- | -------------------------------- |
| D                | Gabriel Moscardo   | Braga       | prestito                         |
| D                | Nordi Mukiele      | Sunderland  | definitivo (12 milioni €)        |
| D                | Milan Škriniar     | Fenerbahçe  | definitivo (10 milioni €)        |
| D                | Yoram Zague        | Copenaghen  | prestito con diritto di riscatto |
| Altre operazioni |                    |             |                                  |
| D                | Naoufel El Hannach | Montpellier | prestito                         |

### Sessione invernale(dal 01/01/26 al 02/02/26)
| Acquisti         | Acquisti         | Acquisti         | Acquisti         |
| R.               | Nome             | da               | Modalità         |
| Altre operazioni | Altre operazioni | Altre operazioni | Altre operazioni |
| ---------------- | ---------------- | ---------------- | ---------------- |

| Cessioni         | Cessioni         | Cessioni         | Cessioni         |
| R.               | Nome             | a                | Modalità         |
| Altre operazioni | Altre operazioni | Altre operazioni | Altre operazioni |
| ---------------- | ---------------- | ---------------- | ---------------- |

## Risultati

### Ligue 1

#### Girone di andata
| Arbitro: | Bastien |

|  |           |             |
|  | Marcatori | 67’ Vitinha |

| Parigi 24 agosto 2025 2ª giornata | Paris Saint-Germain | – referto | Angers | Parco dei Principi |

| Tolosa 31 agosto 2025 3ª giornata | Tolosa | – referto | Paris Saint-Germain | Stadium |

| Parigi 14 settembre 2025 4ª giornata | Paris Saint-Germain | – referto | Lens | Parco dei Principi |

| Marsiglia 21 settembre 2025 5ª giornata | Olympique Marsiglia | – referto | Paris Saint-Germain | Vélodrome |

| Parigi 28 settembre 2025 6ª giornata | Paris Saint-Germain | – referto | Auxerre | Parco dei Principi |

| Villeneuve-d'Ascq 5 ottobre 2025 7ª giornata | Lilla | – referto | Paris Saint-Germain | Pierre Mauroy |

| Parigi 19 ottobre 2025 8ª giornata | Paris Saint-Germain | – referto | Strasburgo | Parco dei Principi |

| Brest 26 ottobre 2025 9ª giornata | Brest | – referto | Paris Saint-Germain | Francis Le Blé |

| Lorient 29 ottobre 2025 10ª giornata | Lorient | – referto | Paris Saint-Germain | Yves Allainmat |

| Parigi 2 novembre 2025 11ª giornata | Paris Saint-Germain | – referto | Nizza | Parco dei Principi |

| Décines-Charpieu 9 novembre 2025 12ª giornata | Olympique Lione | – referto | Paris Saint-Germain | Parc Olympique Lyonnais |

| Parigi 23 novembre 2025 13ª giornata | Paris Saint-Germain | – referto | Le Havre | Parco dei Principi |

| Fontvieille 30 novembre 2025 14ª giornata | Monaco | – referto | Paris Saint-Germain | Louis II |

| Parigi 7 dicembre 2025 15ª giornata | Paris Saint-Germain | – referto | Rennes | Parco dei Principi |

| Metz 14 dicembre 2025 16ª giornata | Metz | – referto | Paris Saint-Germain | Saint Symphorien |

| Parigi 4 gennaio 2026 17ª giornata | Paris Saint-Germain | – referto | Paris FC | Parco dei Principi |

#### Girone di ritorno
| Parigi 18 gennaio 2026 18ª giornata | Paris Saint-Germain | – referto | Lilla | Parco dei Principi |

| Auxerre 25 gennaio 2026 19ª giornata | Auxerre | – referto | Paris Saint-Germain | Abbé-Deschamps |

| Strasburgo 1º febbraio 2026 20ª giornata | Strasburgo | – referto | Paris Saint-Germain | Stadio della Meinau |

| Parigi 8 febbraio 2026 21ª giornata | Paris Saint-Germain | – referto | Olympique Marsiglia | Parco dei Principi |

| Rennes 15 febbraio 2026 22ª giornata | Rennes | – referto | Paris Saint-Germain | Roazhon Park |

| Parigi 22 febbraio 2026 23ª giornata | Paris Saint-Germain | – referto | Metz | Parco dei Principi |

| Le Havre 1º marzo 2026 24ª giornata | Le Havre | – referto | Paris Saint-Germain | Stadio Océane |

| Parigi 8 marzo 2026 25ª giornata | Paris Saint-Germain | – referto | Monaco | Parco dei Principi |

| Parigi 15 marzo 2026 26ª giornata | Paris Saint-Germain | – referto | Nantes | Parco dei Principi |

| Nizza 22 marzo 2026 27ª giornata | Nizza | – referto | Paris Saint-Germain | Allianz Riviera |

| Parigi 5 aprile 2026 28ª giornata | Paris Saint-Germain | – referto | Tolosa | Parco dei Principi |

| Lens 12 aprile 2026 29ª giornata | Lens | – referto | Paris Saint-Germain | Bollaert-Delelis |

| Parigi 19 aprile 2026 30ª giornata | Paris Saint-Germain | – referto | Olympique Lione | Parco dei Principi |

| Angers 26 aprile 2026 31ª giornata | Angers | – referto | Paris Saint-Germain | Raymond Kopa |

| Parigi 3 maggio 2026 32ª giornata | Paris Saint-Germain | – referto | Lorient | Parco dei Principi |

| Parigi 9 maggio 2026 33ª giornata | Paris Saint-Germain | – referto | Brest | Parco dei Principi |

| Parigi 16 maggio 2026 34ª giornata | Paris FC | – referto | Paris Saint-Germain | Sébastien Charléty |

### Coppa di Francia

#### Fase finale
| dicembre 2025 Trentaduesimi | sconosciuta | – | Paris Saint-Germain |  |

### Champions League

#### Fase campionato
| 1ª giornata |  | – |  |  |

| 2ª giornata |  | – |  |  |

| 3ª giornata |  | – |  |  |

| 4ª giornata |  | – |  |  |

| 5ª giornata |  | – |  |  |

| 6ª giornata |  | – |  |  |

| 7ª giornata |  | – |  |  |

| 8ª giornata |  | – |  |  |

### Supercoppa di Francia
| TBD | Paris Saint-Germain | – | Olympique Marsiglia |  |

### Supercoppa UEFA
| Arbitro: | Pinheiro |

|                                  |                      |                                        |
| Lee 85’ Ramos 90+4’              | Marcatori            | 39’ Van de Ven 48’ Romero              |
| Vitinha Ramos Dembélé Lee Mendes | Tiri di rigore 4 – 3 | Solanke Bentancur Van de Ven Tel Porro |

### Coppa Intercontinentale FIFA
| 17 dicembre 2025 Finale | Paris Saint-Germain | – | sconosciuta |  |

## Statistiche

### Statistiche di squadra
| Competizione                 | Punti | In casa | In casa | In casa | In casa | In casa | In casa | In trasferta | In trasferta | In trasferta | In trasferta | In trasferta | In trasferta | In campo neutro | In campo neutro | In campo neutro | In campo neutro | In campo neutro | In campo neutro | Totale | Totale | Totale | Totale | Totale | Totale | DR |
| Competizione                 | Punti | G       | V       | N       | P       | Gf      | Gs      | G            | V            | N            | P            | Gf           | Gs           | G               | V               | N               | P               | Gf              | Gs              | G      | V      | N      | P      | Gf     | Gs     | DR |
| ---------------------------- | ----- | ------- | ------- | ------- | ------- | ------- | ------- | ------------ | ------------ | ------------ | ------------ | ------------ | ------------ | --------------- | --------------- | --------------- | --------------- | --------------- | --------------- | ------ | ------ | ------ | ------ | ------ | ------ | -- |
| Ligue 1                      | 3     | 0       | 0       | 0       | 0       | 0       | 0       | 1            | 1            | 0            | 0            | 1            | 0            | -               | -               | -               | -               | -               | -               | 1      | 1      | 0      | 0      | 1      | 0      | +1 |
| Coppa di Francia             | -     | 0       | 0       | 0       | 0       | 0       | 0       | 0            | 0            | 0            | 0            | 0            | 0            | -               | -               | -               | -               | -               | -               | 0      | 0      | 0      | 0      | 0      | 0      | 0  |
| Champions League             | -     | 0       | 0       | 0       | 0       | 0       | 0       | 0            | 0            | 0            | 0            | 0            | 0            | -               | -               | -               | -               | -               | -               | 0      | 0      | 0      | 0      | 0      | 0      | 0  |
| Supercoppa di Francia        | -     | 0       | 0       | 0       | 0       | 0       | 0       | 0            | 0            | 0            | 0            | 0            | 0            | -               | -               | -               | -               | -               | -               | 0      | 0      | 0      | 0      | 0      | 0      | 0  |
| Supercoppa UEFA              | -     | -       | -       | -       | -       | -       | -       | -            | -            | -            | -            | -            | -            | 1               | 0               | 1               | 0               | 2               | 2               | 1      | 0      | 1      | 0      | 2      | 2      | 0  |
| Coppa Intercontinentale FIFA | -     | -       | -       | -       | -       | -       | -       | -            | -            | -            | -            | -            | -            | -               | -               | -               | -               | -               | -               | 0      | 0      | 0      | 0      | 0      | 0      | 0  |
| Totale                       | -     | 0       | 0       | 0       | 0       | 0       | 0       | 1            | 1            | 0            | 0            | 1            | 0            | 1               | 0               | 1               | 0               | 2               | 2               | 2      | 1      | 1      | 0      | 3      | 2      | +1 |

### Andamento in campionato
| Giornata  | 1 | 2 | 3 | 4 | 5 | 6 | 7 | 8 | 9 | 10 | 11 | 12 | 13 | 14 | 15 | 16 | 17 | 18 | 19 | 20 | 21 | 22 | 23 | 24 | 25 | 26 | 27 | 28 | 29 | 30 | 31 | 32 | 33 | 34 |
| --------- | - | - | - | - | - | - | - | - | - | -- | -- | -- | -- | -- | -- | -- | -- | -- | -- | -- | -- | -- | -- | -- | -- | -- | -- | -- | -- | -- | -- | -- | -- | -- |
| Luogo     | T | C | T | C | T | C | T | C | T | T  | C  | T  | C  | T  | C  | T  | C  | C  | T  | T  | C  | T  | C  | T  | C  | C  | T  | C  | T  | C  | T  | C  | C  | T  |
| Risultato | V |   |   |   |   |   |   |   |   |    |    |    |    |    |    |    |    |    |    |    |    |    |    |    |    |    |    |    |    |    |    |    |    |    |
| Posizione |   |   |   |   |   |   |   |   |   |    |    |    |    |    |    |    |    |    |    |    |    |    |    |    |    |    |    |    |    |    |    |    |    |    |

Legenda:

Luogo: C = Casa; T = Trasferta. Risultato: V = Vittoria; N = Pareggio; P = Sconfitta.

### Statistiche dei giocatori
Sono in corsivo i calciatori che hanno lasciato la squadra a stagione in corso.
| Giocatore         | Ligue 1  | Ligue 1 | Ligue 1     | Ligue 1    | Coppa di Francia | Coppa di Francia | Coppa di Francia | Coppa di Francia | Champions League | Champions League | Champions League | Champions League | Supercoppa di Francia + Supercoppa UEFA + Coppa Intercontinentale FIFA | Supercoppa di Francia + Supercoppa UEFA + Coppa Intercontinentale FIFA | Supercoppa di Francia + Supercoppa UEFA + Coppa Intercontinentale FIFA | Supercoppa di Francia + Supercoppa UEFA + Coppa Intercontinentale FIFA | Totale   | Totale | Totale      | Totale     |
| Giocatore         | Presenze | Reti    | Ammonizioni | Espulsioni | Presenze         | Reti             | Ammonizioni      | Espulsioni       | Presenze         | Reti             | Ammonizioni      | Espulsioni       | Presenze                                                               | Reti                                                                   | Ammonizioni                                                            | Espulsioni                                                             | Presenze | Reti   | Ammonizioni | Espulsioni |
| ----------------- | -------- | ------- | ----------- | ---------- | ---------------- | ---------------- | ---------------- | ---------------- | ---------------- | ---------------- | ---------------- | ---------------- | ---------------------------------------------------------------------- | ---------------------------------------------------------------------- | ---------------------------------------------------------------------- | ---------------------------------------------------------------------- | -------- | ------ | ----------- | ---------- |
| M. Asensio        | 0        | 0       | 0           | 0          | 0                | 0                | 0                | 0                | 0                | 0                | 0                | 0                | 0+0+0                                                                  | 0                                                                      | 0                                                                      | 0                                                                      | 0        | 0      | 0           | 0          |
| B. Barcola        | 1        | 0       | 0           | 0          | 0                | 0                | 0                | 0                | 0                | 0                | 0                | 0                | 0+1+0                                                                  | 0                                                                      | 0+1+0                                                                  | 0                                                                      | 2        | 0      | 1           | 0          |
| L. Beraldo        | 1        | 0       | 0           | 0          | 0                | 0                | 0                | 0                | 0                | 0                | 0                | 0                | 0+0+0                                                                  | 0                                                                      | 0                                                                      | 0                                                                      | 1        | 0      | 0           | 0          |
| L. Chevalier      | 1        | -0      | 0           | 0          | 0                | -0               | 0                | 0                | 0                | -0               | 0                | 0                | 0+1+0                                                                  | -2                                                                     | 0                                                                      | 0                                                                      | 2        | -2     | 0           | 0          |
| O. Dembélé        | 1        | 0       | 0           | 0          | 0                | 0                | 0                | 0                | 0                | 0                | 0                | 0                | 0+1+0                                                                  | 0                                                                      | 0+1+0                                                                  | 0                                                                      | 2        | 0      | 1           | 0          |
| G. Donnarumma     | 0        | 0       | 0           | 0          | 0                | 0                | 0                | 0                | 0                | 0                | 0                | 0                | 0+0+0                                                                  | 0                                                                      | 0                                                                      | 0                                                                      | 0        | 0      | 0           | 0          |
| D. Doué           | 1        | 0       | 0           | 0          | 0                | 0                | 0                | 0                | 0                | 0                | 0                | 0                | 0+1+0                                                                  | 0                                                                      | 0                                                                      | 0                                                                      | 2        | 0      | 0           | 0          |
| F. Ruiz           | 1        | 0       | 0           | 0          | 0                | 0                | 0                | 0                | 0                | 0                | 0                | 0                | 0+1+0                                                                  | 0                                                                      | 0                                                                      | 0                                                                      | 2        | 0      | 0           | 0          |
| A. Hakimi         | 1        | 0       | 1           | 0          | 0                | 0                | 0                | 0                | 0                | 0                | 0                | 0                | 0+1+0                                                                  | 0                                                                      | 0                                                                      | 0                                                                      | 2        | 0      | 1           | 0          |
| L. Hernández      | 1        | 0       | 0           | 0          | 0                | 0                | 0                | 0                | 0                | 0                | 0                | 0                | 0+0+0                                                                  | 0                                                                      | 0                                                                      | 0                                                                      | 1        | 0      | 0           | 0          |
| K-i. Lee          | 1        | 0       | 0           | 0          | 0                | 0                | 0                | 0                | 0                | 0                | 0                | 0                | 0+1+0                                                                  | 0+1+0                                                                  | 0                                                                      | 0                                                                      | 2        | 1      | 0           | 0          |
| N. Kamara         | 0        | 0       | 0           | 0          | 0                | 0                | 0                | 0                | 0                | 0                | 0                | 0                | 0+0+0                                                                  | 0                                                                      | 0                                                                      | 0                                                                      | 0        | 0      | 0           | 0          |
| R. Kolo Muani     | 0        | 0       | 0           | 0          | 0                | 0                | 0                | 0                | 0                | 0                | 0                | 0                | 0+0+0                                                                  | 0                                                                      | 0                                                                      | 0                                                                      | 0        | 0      | 0           | 0          |
| P. Kimpembe       | 0        | 0       | 0           | 0          | 0                | 0                | 0                | 0                | 0                | 0                | 0                | 0                | 0+0+0                                                                  | 0                                                                      | 0                                                                      | 0                                                                      | 0        | 0      | 0           | 0          |
| K. K'varatskhelia | 1        | 0       | 0           | 0          | 0                | 0                | 0                | 0                | 0                | 0                | 0                | 0                | 0+1+0                                                                  | 0                                                                      | 0                                                                      | 0                                                                      | 2        | 0      | 0           | 0          |
| Marquinhos        | 0        | 0       | 0           | 0          | 0                | 0                | 0                | 0                | 0                | 0                | 0                | 0                | 0+1+0                                                                  | 0                                                                      | 0                                                                      | 0                                                                      | 1        | 0      | 0           | 0          |
| S. Mayulu         | 0        | 0       | 0           | 0          | 0                | 0                | 0                | 0                | 0                | 0                | 0                | 0                | 0+0+0                                                                  | 0                                                                      | 0                                                                      | 0                                                                      | 0        | 0      | 0           | 0          |
| I. Mbaye          | 1        | 0       | 0           | 0          | 0                | 0                | 0                | 0                | 0                | 0                | 0                | 0                | 0+1+0                                                                  | 0                                                                      | 0                                                                      | 0                                                                      | 2        | 0      | 0           | 0          |
| N. Mendes         | 1        | 0       | 0           | 0          | 0                | 0                | 0                | 0                | 0                | 0                | 0                | 0                | 0+1+0                                                                  | 0                                                                      | 0                                                                      | 0                                                                      | 2        | 0      | 0           | 0          |
| J. Neves          | 0        | 0       | 0           | 0          | 0                | 0                | 0                | 0                | 0                | 0                | 0                | 0                | 0+0+0                                                                  | 0                                                                      | 0                                                                      | 0                                                                      | 0        | 0      | 0           | 0          |
| W. Pacho          | 0        | 0       | 0           | 0          | 0                | 0                | 0                | 0                | 0                | 0                | 0                | 0                | 0+1+0                                                                  | 0                                                                      | 0+1+0                                                                  | 0                                                                      | 1        | 0      | 1           | 0          |
| G. Ramos          | 1        | 0       | 0           | 0          | 0                | 0                | 0                | 0                | 0                | 0                | 0                | 0                | 0+1+0                                                                  | 0+1+0                                                                  | 0                                                                      | 0                                                                      | 2        | 1      | 0           | 0          |
| M. Safonov        | 0        | 0       | 0           | 0          | 0                | 0                | 0                | 0                | 0                | 0                | 0                | 0                | 0+0+0                                                                  | 0                                                                      | 0                                                                      | 0                                                                      | 0        | 0      | 0           | 0          |
| A. Tenas          | 0        | 0       | 0           | 0          | 0                | 0                | 0                | 0                | 0                | 0                | 0                | 0                | 0+0+0                                                                  | 0                                                                      | 0                                                                      | 0                                                                      | 0        | 0      | 0           | 0          |
| Vitinha           | 1        | 1       | 0           | 0          | 0                | 0                | 0                | 0                | 0                | 0                | 0                | 0                | 0+1+0                                                                  | 0                                                                      | 0                                                                      | 0                                                                      | 2        | 1      | 0           | 0          |
| I. Zabarnyj       | 1        | 0       | 0           | 0          | 0                | 0                | 0                | 0                | 0                | 0                | 0                | 0                | 0+0+0                                                                  | 0                                                                      | 0                                                                      | 0                                                                      | 1        | 0      | 0           | 0          |
| Y. Zague          | 0        | 0       | 0           | 0          | 0                | 0                | 0                | 0                | 0                | 0                | 0                | 0                | 0+0+0                                                                  | 0                                                                      | 0                                                                      | 0                                                                      | 0        | 0      | 0           | 0          |
| W. Zaïre-Emery    | 1        | 0       | 0           | 0          | 0                | 0                | 0                | 0                | 0                | 0                | 0                | 0                | 0+1+0                                                                  | 0                                                                      | 0                                                                      | 0                                                                      | 2        | 0      | 0           | 0          |